# Mimarídeos

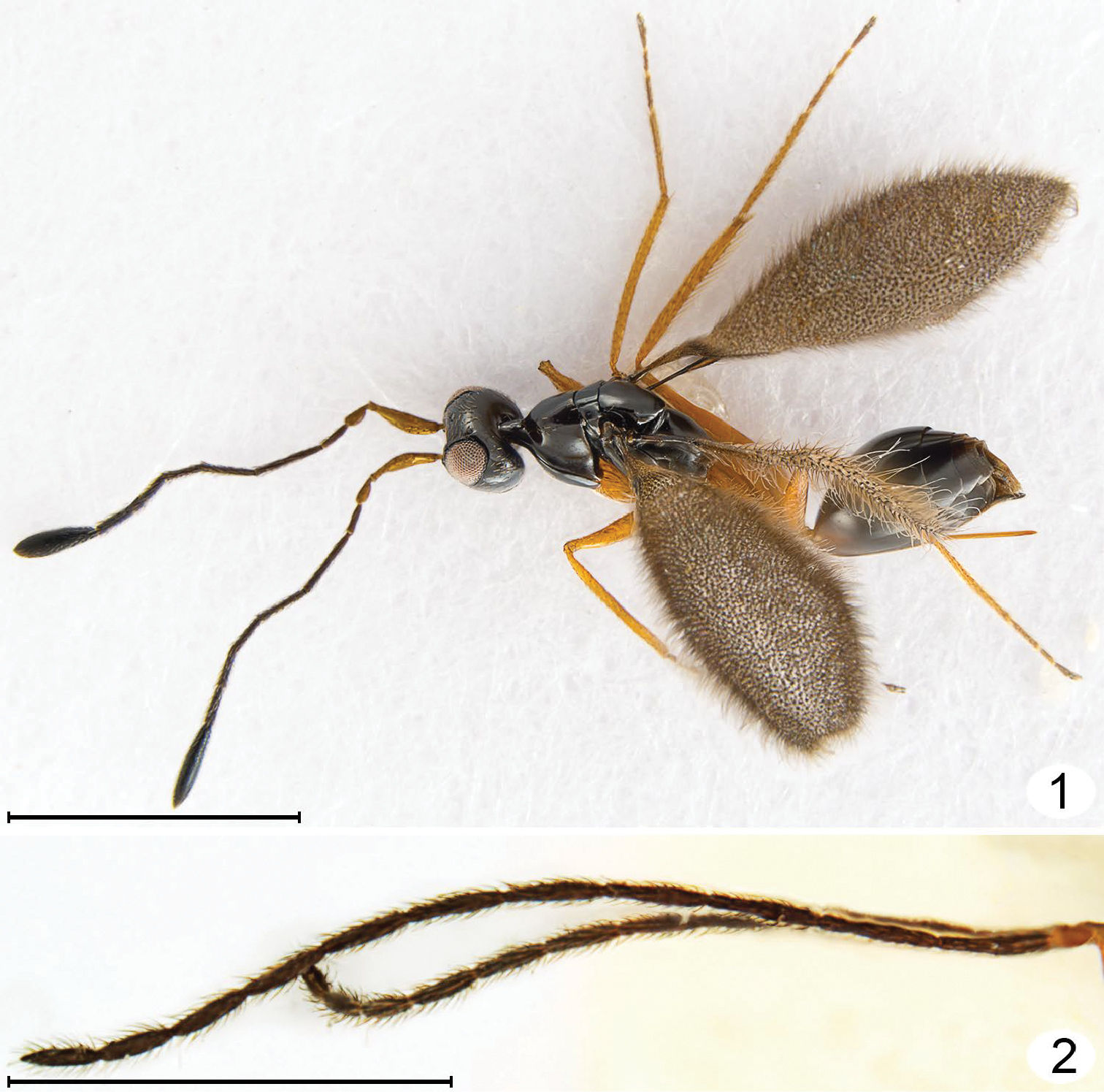
Mymarilla wollastoni: (1) Fêmea com asas extremamente velosas. (2) Detalhe das antenas filiformes do macho. Mymarilla wollastoni é endémica da ilha de Santa Helena no Atlântico Sul (escala = 1000 μm).

Mimarídeos (Mymaridae) é uma família de pequenas vespas pertencente à superfamília Chalcidoidea cuja maioria das espécies tem distribuição natural nas regiões subtropicais e tropicais de todo o mundo. A família agrupa cerca de 1 400 espécies repartidas por 100 géneros.
São insectos diminutos como a maioria dos calcidoídeos (Chalcidoidea), em geral com menos de 0,5 mm de comprimento. Esta família inclui a espécie Dicopomorpha echmepterygis, o menor inseto conhecido, com apenas 0,139 mm de comprimento médio e o menor inseto voador, com 0,15 mm de envergadura. As antenas das fêmeas terminam num alargamento na forma de um martelo, enquanto os machos têm antenas filiformes. As asas são geralmente finas, com longas setas que lhes dão uma aparência plumosa. Algumas espécies têm asas muito pequenas ou totalmente ausentes. Distinguem-se dos outros Chalcidoidea pela forma em H das suturas que apresentam na parte frontal da cabeça.
Por conta do minúsculo tamanho esses insetos não enfrentam a gravidade e a resistência do ar da mesma forma que animais maiores, sendo assim, para estes o ar é viscoso, como um líquido, o que altera a maneira como se movem.

## Descrição
Os insectos que integram a família Mymaridae são pequenos, medindo entre 0,13 e 5,4 mm de comprimento, com a maioria a situar-se entre 0,5 a 1,0 mm de comprimento máximo. Geralmente apresentam o corpo com coloração não metálica, em tons de negro, castanho ou amarelo.
O grupo apresenta como principal carácter distintivo em relação aos outros calcidoídeos a presença de suturas formam um desenho em forma de H debaixo dos ocelos e entre os olhos compostos. Em raros casos as suturas estendem-se até aos ocelos.
Quase todas as espécies apresentam antenas longas, pelo menos tão longas como o metassoma. As antenas estão inseridas próximo dos bordos dos olhos. Nas fêmeas as antenas terminam em forma de martelo, geralmente com longos pelos (setas) sensoriais que lhes dão um aspecto plumoso. Nos machos são filiformes.
Algumas espécies apresentam asas de reduzido tamanho ou mesmo completamente ausentes (são ápteras). Geralmente as fêmeas são as que apresentam asas reduzidas. Esta redução das asas é mais comum entre as espécies que buscam os ovos das espécies hospedeiras em espaços limitados e confinados, como no solo, sob folhas mortas ou nos túbulos de certos fungos. A presença de asas reduzidas ou de espécies ápteras também ocorre em condições climáticas ventosas, como em ilhas oceânicas ou em lugares de grande altitude. Nesses habitats as asas seriam desventajosas e por isso estão submetidas a uma forte selecção natural negativa.
Os membros da família Mymaridae estão entre os calcidoídeos mais comuns, mas são raramente vistos devido ao seu escasso tamanho. O grupo tem distribuição natural nas regiões tropicais e subtropicais de todo o mundo, ocorrendo também em regiões temperadas. A maioria ocorre nos bosques tropicais, com a maior diversidade no hemisfério sul, na América do Sul, Nova Zelândia e Austrália. No Neártico (América do Norte) apenas ocorrem cerca de 28 géneros e 120 espécies, dos 100 géneros e 1 424 espécies conhecidos.
Os membros desta família podem sobreviver em todos os tipos de habitats terrestres, desde os desertos aos bosques pluviosos. São conhecidas cinco espécies aquáticas, que vivem em lagunas ou rios.
Entre espécies aquáticas está a espécie Caraphractus cinctus, que usa as asas como remos, podendo permanecer debaixo de água até 15 dias. Devido ao seu pequeno tamanho estes insectos necessitam trepar pelo caule de uma planta para sair à  superfície porque não consegue romper a barreira imposta pela tensão superficial da água.

## Ecologia
Todos os membros conhecidos desta família são parasitoides dos ovos de outros insectos. Geralmente estes ovos estão depositados em lugares escondidos, como nos tecidos das plantas ou sob uma camada de solo, pelo que estas espécies são obrigadas a dispor de complexos comportamentos de busca.
Os membros desta família não parecem ser muito específicos na sua selecção de hospedeiro. Algumas espécies parasitam insectos de várias famílias pertencentes a uma única ordem.
Os hospedeiros mais comuns são membros da ordem Hemiptera, especialmente Auchenorrhyncha (cícadas, cigarras e similares) e Coccoidea (insectos-escama), mas estas conclusões talvez se devam apenas a estes grupos estarem melhor estudados. Outros hospedeiros importantes são os escaravelhos, moscas, libélulas, Psocoptera e Thysanoptera. Apenas se conhecem os hospedeiros de um quarto das espécies descritas.

## Importância económica
Algumas espécies de Mymaridae têm sido usadas como agentes de controlo biológico de pragas das colheitas, sendo muito apreciadas pela sua capacidade de encontrar os ovos ocultos dos seus hospedeiros.
O género Anagrus parasita uma grande variedade de hospedeiros, pelo que tem sido introduzido em vários países com objectivos de controlo biológico. No Hawai a espécie Anagrus optabilis foi introduzida para controlar Perkinsiella saccharicida, uma importante praga da cana-do-açúcar.

## Taxonomia
Na sua presente circunscrição taxonómica a família Mymaridae agrupa cerca de 100 géneros com mais de 1 400 espécies validamente descritas.
Os géneros Allomymar e Metanthemus foram transferidos para a família Aphelinidae. O género fóssil Protooctonus foi transferido para a família Mymarommatidae e é agora considerado um sinónimo taxonómico de Archaeromma.
Os géneros Nesopolynema, Oncomymar e Scolopsopteron são considerados sinónimos de Cremnomymar desde 2013 e as suas espécies foram incluídas neste género. O género Shillingsworthia também foi excluído pois a sua descrição era fictícia.
Nas listagens que se seguem os géneros marcados com † são considerados como extintos.

### Géneros extantes
Na sua presente circunscrição taxonómica a família Mymaridae inclui os seguintes géneros extantes:
- Acanthomymar Subba Rao, 1970
- Acmopolynema Ogloblin,1946
- Acmotemnus Noyes & Valentine, 1989
- Agalmopolynema Ogloblin, 1960
- Alaptus Ferrière, 1930
- Allanagrus Noyes & Valentine, 1989
- Allarescon Noyes & Valentine, 1989
- Anagroidea Girault, 1915
- Anagrus Haliday, 1833
- Anaphes Haliday, 1833
- Anneckia Subba Rao, 1970
- Apoxypteron Noyes & Valentine, 1989
- Arescon Walker, 1846
- Australomymar Girault, 1929
- Baburia Hedqvist, 2004
- Bakkendorfia Mathot, 1966
- Boccacciomymar Triapitysn & Berezovskiy, 2007
- Borneomymar Huber, 2002
- Boudiennyia Girault, 1937
- Bruchomymar Ogloblin, 1939
- Caenomymar Yoshimoto, 1990
- Callodicopus Ogloblin, 1955
- Camptoptera Förster,1856
- Camptopteroides Viggiani, 1974
- Caraphractus Walker, 1846
- Ceratanaphes Noyes & Valentine, 1989
- Chaetomymar Ogloblin,1946
- Chrysoctonus Mathot,1966
- Cleruchoides Lin & Huber, 2007
- Cleruchus Enock,1909
- Cnecomymar Ogloblin, 1963
- Cremnomymar Ogloblin, 1952
- Cybomymar Noyes & Valentine, 1989
- Dicopomorpha Ogloblin,1955
- Dicopus Enock, 1909
- Dorya Noyes & Valentine, 1989
- Entrichopteris Yoshimoto, 1990
- Eofoersteria Mathot, 1966
- Erdosiella Soyka, 1956
- Erythmelus  Enock, 1909
- Eubroncus Yoshimoto, Kozlov & Trjapitzin, 1972
- Eucleruchus Ogloblin, 1940
- Eustochomorpha Girault, 1915
- Eustochus Haliday, 1833
- Formicomymar Yoshimoto, 1990
- Gahanopsis Ogloblin,1946
- Ganomymar De Santis,1972
- Gonatocerus  Nees, 1834
- Haplochaeta Noyes et Valentine, 1989
- Himopolynema Taguchi, 1977
- Idiocentrus Gahan, 1927
- Ischiodasys Noyes & Valentine, 1989
- Kalopolynema Ogloblin, 1960
- Kikiki Huber & Beardsley, 2000
- Kompsomymar Lin & Huber, 2007
- Krokella Huber, 1993
- Kubja Subba Rao, 1984
- Litus Haliday,1833
- Macrocamptoptera Girault, 1910
- Malfattia Meunier, 1901
- Mimalaptus Noyes & Valentine, 1989
- Mymar Curtis,1829
- Mymarilla Westwood, 1879
- Myrmecomymar Yoshimoto, 1990
- Narayanella Subba Rao, 1976
- Neolitus Ogloblin, 1935
- Neomymar Crawford, 1913
- Neostethynium Ogloblin, 1964
- Neserythmelus Noyes & Valentine, 1989
- Nesomymar Valentine, 1971
- Nesopatasson Valentine, 1971
- Notomymar Doutt & Yoshimoto, 1970
- Omyomymar Schauff, 1983
- Ooctonus Haliday,1833
- Palaeoneura Waterhouse, 1915
- Palaeopatasson Witsack, 1986
- Paracmotemnus Noyes & Valentine, 1989
- Paranaphoidea Girault, 1913
- Parapolynema Fidalgo, 1982
- Parastethynium Lin & Huber in Lin, Huber & La Salle, 2007
- Platyfrons Yoshimoto, 1990
- Platypolynema Ogloblin, 1960
- Platystethynium Ogloblin, 1946
- Polynema Haliday,1833
- Polynemoidea Girault, 1913
- Polynemula Ogloblin, 1967
- Prionaphes Hincks, 1961
- Pseudanaphes Noyes & Valentine, 1989
- Pseudocleruchus Donev & Huber, 2002
- Ptilomymar Annecke & Doutt, 1961
- Restisoma Yoshimoto, 1990
- Richteria Girault, 1920
- Schizophragma Ogloblin, 1949
- Scleromymar Noyes & Valentine, 1989
- Steganogaster Noyes & Valentine, 1989
- Stephanocampta Mathot,1966
- Stephanodes Enock,1909
- Stethynium Enock, 1909
- Tanyostethium Yoshimoto, 1990
- Tetrapolynema Ogloblin, 1946
- Tinkerbella Huber & Noyes, 2013
- Zelanaphes Noyes & Valentine, 1989

### Géneros extintos
Os seguintes géneros conhecidos apenas do registo fóssil estão incluídos na família Mymaridae:
- †Carpenteriana  Yoshimoto, 1975
- †Enneagmus Yoshimoto, 1975
- †Eoanaphes Huber en Huber & Greenwalt, 2011
- †Eoeustochus Huber en Huber & Greenwalt, 2011
- †Macalpinia  Yoshimoto, 1975
- †Myanmymar Huber en Huber & Poinar, 2011
- †Triadomerus Yoshimoto, 1975